# Đức Mẹ lên trời

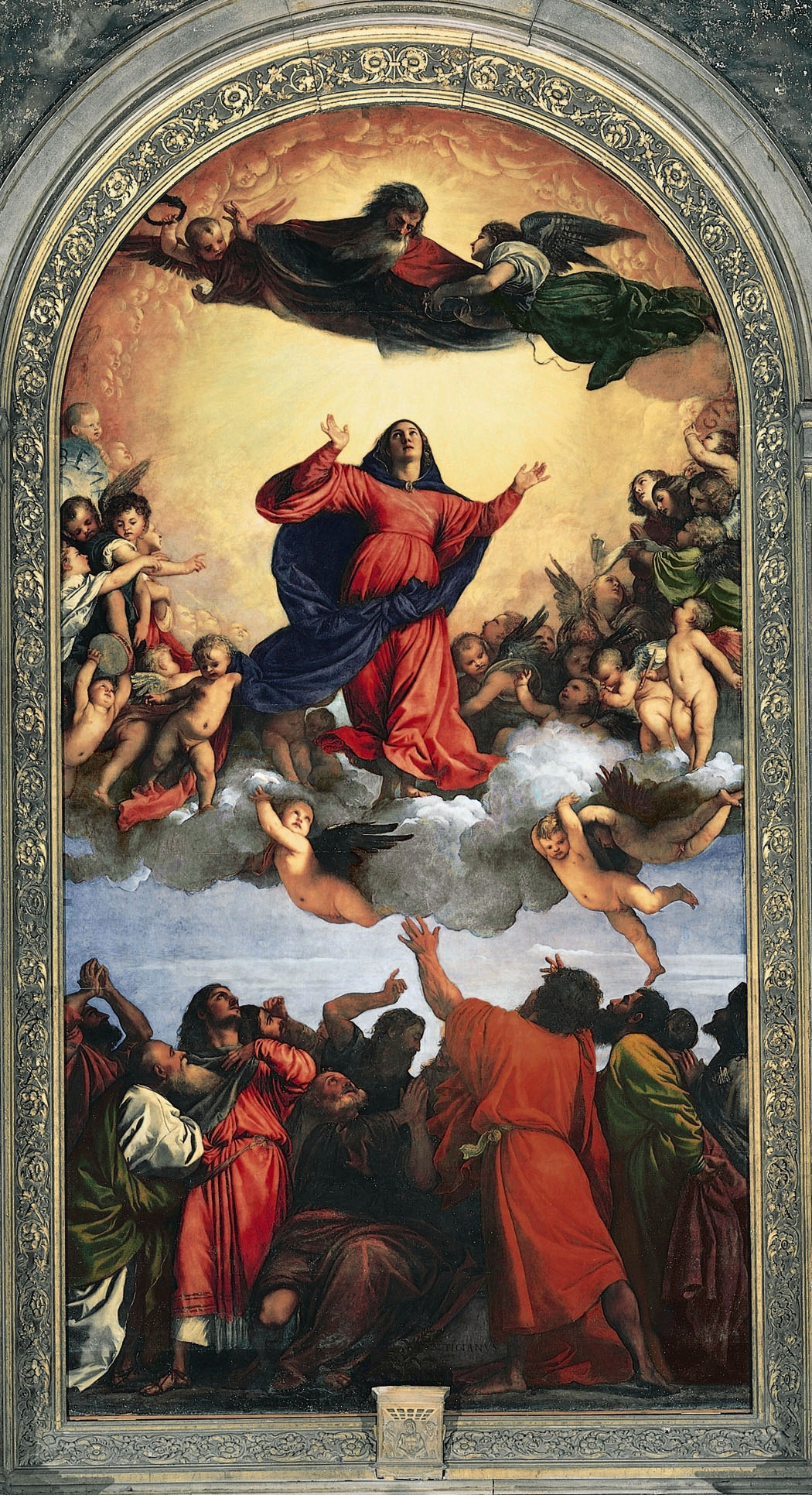
Bức tranh "Mông Triệu" của Titian (1516–18).

Lễ Đức Mẹ Lên Trời (hay còn gọi là Lễ Đức Mẹ Mông Triệu) là một ngày lễ quan trọng của các Kitô hữu thuộc Giáo hội Công giáo Rôma, Chính Thống giáo Đông phương, Cộng đồng Anh giáo, vì họ tin rằng khi qua đời thì linh hồn và thể xác của Đức Maria đã được đưa về thiên đàng.
Giáo hội Công giáo Rôma định sự kiện này là một "tín điều" (điều phải tin) do Giáo hoàng Piô XII ban hành vào ngày 1 tháng 11 năm 1950 qua Hiến chế "Munificentissimus Deus" (Thiên Chúa vô cùng vinh hiển). Trong hiến chế này, Giáo hoàng Piô XII tuyên bố: "Sau khi hoàn tất cuộc đời dương thế, Đức Maria, Mẹ Thiên Chúa vừa vô nhiễm vừa mãi mãi đồng trinh, đã được đưa vào vinh quang thiên quốc cả hồn lẫn xác" bởi những lý do: Đức Maria là Mẹ Thiên Chúa; thân xác Đức Giêsu sinh ra từ thân xác Đức Maria ("caro Jesu est caro Mariae"); thân xác Đức Maria không hề sa sút nhưng vẫn trinh khiết vẹn toàn và bởi đó thật xứng đáng nếu thân xác ấy không bị hư nát sau khi chết; và vì đã liên kết chặt chẽ với Đức Ki-tô trong sứ mạng cứu độ của Người ở trần gian, nên Đức Maria cũng thật xứng đáng được chia sẻ tình trạng vinh quang của thân xác.
Trong thánh kinh không có bằng chứng trực tiếp nào về việc Đức Maria lên trời. Hội thánh Công giáo rút ra kết luận đó từ cách gọi Đức Maria đầy ân sủng được ghi trong Tin mừng Luca (Lc 1,28). Vì đầy ân sủng nên Mẹ được gìn giữ khỏi phải chịu hậu quả của tội lỗi, tức là thân xác không phải hư nát sau khi chết và thân xác được hạnh phúc trên trời ngay cả khi ngày tận thế chưa đến. Khi đặt niềm tin vào việc Đức Maria lên trời, Hội thánh không dựa vào Kinh Thánh mà dựa vào truyền thống được kể lại. Đây chắc chắn là giáo lý đã được mạc khải, bởi vì các giám mục Công giáo trên toàn thế giới đã nhất trí tin rằng đó là một phần trong mạc khải của Thiên Chúa .
Ngoài ra, niềm tin về Đức Mẹ Lên Trời cũng được biết đến như là nền Thần học Thánh Mẫu trong Giáo hội Chính Thống Đông phương.
Đức Mẹ Lên Trời là một ngày lễ lớn, thường được tổ chức vào ngày 15 tháng 8. Ở một số quốc gia châu Âu, đây là ngày nghỉ lễ chính thức, bao gồm: Áo, Bỉ, Pháp, Hy Lạp, Ý, Malta, Ba Lan, Bồ Đào Nha, Croatia, Litva, Luxembourg, Tây Ban Nha, Thụy Sĩ (một phần) và Chile, Ecuador, Liban, Sénégal . Các giáo hội Chính Thống giáo Đông phương theo lịch Julian nên ngày lễ này vào ngày 28 tháng 8, và là một ngày nghỉ lễ ở các quốc gia có cộng đồng Chính thống giáo lớn như Cộng hòa Macedonia, România, Gruzia và Hy Lạp. Thành phố thủ đô của Paraguay được đặt tên là Asunción để tôn vinh sự kiện Đức Mẹ Lên Trời.